# Blackmagic Design URSA

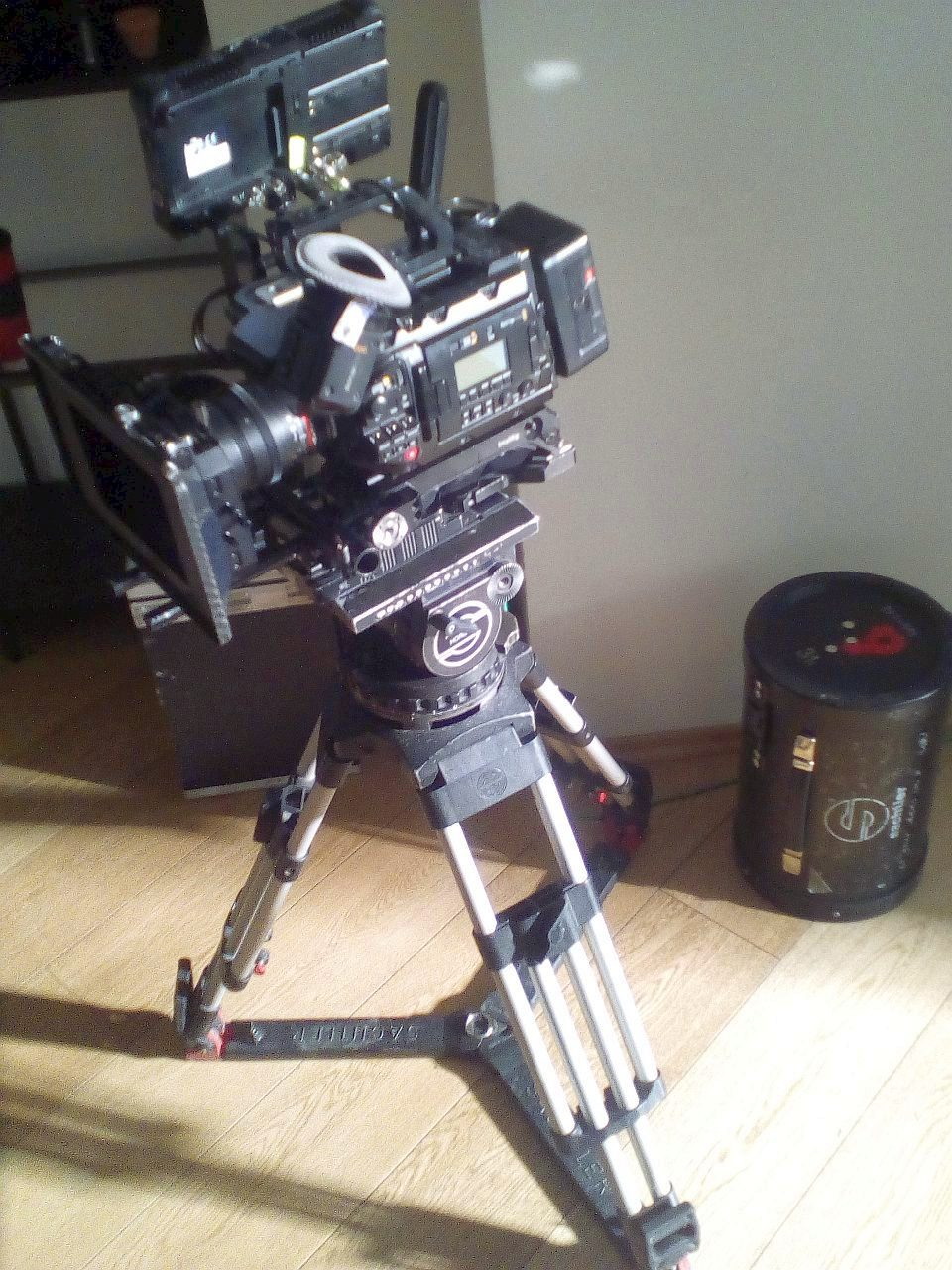
Blackmagic URSA mini

URSA nebo Blackmagic URSA je řada videokamer firmy Blackmagic Design, která ji uvedla na trh v roce 2014. Od první verze byla navržena tak, aby mohla být využívána při natáčení celovečerních filmů, reklam, televizních seriálů, dokumentů, hudebních videí a dalších. Kamera URSA obsahuje deseti palcový výklopní displej, 4K obrazový snímač velikosti Super 35 a globální závěrkou. Kamera má v sobě zabudované výkonné chlazení, díky kterému je možné natáčet ve vyšších snímkovacích frekvencích v rozlišení Ultra HD do 12bitového bezztrátově komprimovaného Cinema DNG. URSA podporuje objektivové bajonety PL, Canon EF, B4, proto je ji možno použít při natáčení filmů i televizní produkce. Verze URSA HDMI nemá senzor a její bajonet je nahrazen tzv. „cheese platem“, montážními body a HDMI vstupem, který umožňuje připojeným zdrojům obrazu využívat funkce těla kamery URSA.

## Blackmagic URSA Mini
Blackmagic URSA Mini byla představena v dubnu 2015. Má senzor Super 35, dynamický rozsah 15 EV, přepínatelnou globální nebo rolovací závěrku, velký pěti palcový výkonný displej a nahrává ve formátu RAW a Apple ProRes. URSA Mini je k dispozici ve 4 verzích: s bajonetem EF nebo PL a obrazovým snímačem s rozlišením 4K nebo 4,6K.

### Blackmagic URSA Mini Pro 4.6K
Kamera URSA Mini Pro 4.6K byla vylepšena o mnoho tlačítek a přepínačů, které umožňují rychlejší a pohodlnější používání. Kamera dále obsahuje optické ND filtry, výměnný bajonet, dvojí CFast 2.0 a dvojí SD/UHS-II slot. Dalším vylepšením je LCD stavový displej, výklopný dotykový displej, který slouží k prohlížení snímků bez nutnosti dalšího monitoru. Kvalitní záběry jsou získávány 4.6K obrazovým snímačem, který je schopný zachytit 4608 × 2592 pixelů s dynamickým rozsahem 15 EV. K zpracování RAW dat je využívána třetí generace Blackmagic Design color science.

### Blackmagic URSA Mini Pro 4.6K G2
Blackmagic URSA Mini Pro 4.6K G2 obsahuje snímač velikosti Super 35 s rozlišením 4608 × 2592 pixelů. URSA dále obsahuje ND filtry, vyměnitelný bajonet, rozšiřující port USB-C, který umožňuje uživatelům nahrávat přímo na SSD disky. Nahrávat lze na karty CFast a SD UHS-II ve formátu Blackmagic RAW, a to až v rychlosti 300 snímků za sekundu.

### Blackmagic URSA Mini Pro 12K
Blackmagic URSA Mini Pro 12K je digitální filmová kamera se snímačem velikosti Super 35 s rozlišením 12 288 × 6480 pixelů. Kamera v plném rozlišení snímá rychlostí 60 snímků za sekundu nebo 120 snímků za sekundu v rozlišení 8K. Clonové číslo dynamického rozsahu je 14 EV. URSA Mini Pro 12K má dvojí CFast a dvojí UHS-II SD slot, SuperSpeed USB-C, který slouží k nahrávání na disky SATA a NVMe. Se zapnutou funkcí „Record Raw on 2 Cards“ může URSA Mini Pro 12K nahrávat současně na dvě karty až do rychlosti 900 MB/s nebo 500 MB/s až na dvě karty SD UHS-II.

## Blackmagic URSA Broadcast
V roce 2018 společnost představila kameru Blackmagic URSA Broadcat. Ta má obrazový snímač s rozlišením 4K, který je schopný zachytit 1080 × 2160 pixelů. Kamera dále obsahuje optické ND filtry a výměnný bajonet. Záznam je možné nahrávat na SD UHS-II nebo CFast karty.

### Blackmagic URSA Broadcast G2
Blackmagic URSA Broadcast G2 byla uvedena v listopadu 2021. Používá digitální filmový snímač s rozlišením 6144 × 3456 pixelů a vysokou citlivostí při slabém osvětlení díky dvojitému nativnímu ISO. Snímač umožňuje zisk +35 dB a dosahuje dynamického rozsahu 13 EV. Speciální design kameře umožňuje fungovat jako 4K studiová kamera, 4K produkční kamera nebo 6K digitální filmová kamera. Záznam je možné nahrávat na SD UHS-II karty, CFast 2.0 karty nebo externí USB-C disk. URSA Broadcast G2 nahrává do video formátů Apple ProRes, H.265 a Blackmagic RAW. Kamera také obsahuje Blackmagic generation 5 color science.

## Příslušenství

### Blackmagic URSA Mini Recorder
Blackmagic URSA Mini Recorder přidává kameře podporu SSD disků. Dále umožňuje nahrávat na 2,5 palcový SATA nebo NVMe SSD disk. Rekordér je navržený pro kameru Blackmagic URSA Mini Pro 12K a připojuje se mezi zadní stranou kamery a baterku. Rekordér je následně možno ovládat rovnou přes kameru, jelikož je ke kameře připojený pomocí USB-C.

### Blackmagic URSA Viewfinder
Blackmagic URSA Viewfinder je doplněk, kterým lze kamery URSA doplnit o hledáček. Jedná se o barevný displej s vysokým rozlišením 1920 × 1080 pixelů. Ke kameře URSA se dá připojit přes výstup SDI, a na kameru se dá připevnit za pomoci Shoulder Mount Kitu. Hledáček je vybavený snímačem zaznamenávajícím aktivitu, podle které zapíná displej a pomáhá tak šetřit baterii a životnost OLED obrazovky.

## Konkurenční modely
Mezi konkurenci řady URSA patří například:
- Panasonic Lumix BGH1 / AU-EVA1
- Red Komodo / Raven / Scarlet
- Sony FX6 / FX7 / CineAlta
- Arri Alexa